# Pachydactylus geitje
Espèce
Synonymes
- Lacerta geitje Sparrman, 1778
- Gecko ocellatus Cuvier, 1817
- Gecko inunguis Cuvier, 1817
- Pachydactylus bergii Wiegmann, 1834
- Pachydactylus monticolus FitzSimons, 1943

Pachydactylus geitje est une espèce de geckos de la famille des Gekkonidae.

## Répartition
Cette espèce est endémique du Cap-Occidental en Afrique du Sud.

## Taxinomie
Pachydactylus monticolus a été placé en synonymie.

## Publication originale
- Sparrman, 1778 : Beskrifning och Berättelse om Lacerta Geitje, en obekant ich giftig Ödla ifrån Goda Hopps Udden. Götheborgska Wetenskaps och Witterhets Samhällets Handlingar, Wetenskaps Afdelningen, vol. 1, p. 75-78.